# Mezoregion Ribeirão Preto

Mezoregion Ribeirão Preto

Mezoregion Ribeirão Preto – mezoregion w brazylijskim stanie São Paulo, skupia 66 gmin zgrupowanych w siedmiu mikroregionach. Liczy 27 064,7 km² powierzchni.

## Mikroregiony
- Barretos
- Batatais
- Franca
- Ituverava
- Jaboticabal
- Ribeirão Preto
- São Joaquim da Barra